# Bătălia de la Odesa (1941)
Bătălia de la Odesa a fost parte a luptelor de pe frontul de răsărit al celui de-Al Doilea Război Mondial din anul 1941. Armata română, după eliberarea Basarabiei, a declanșat în august 1941 operațiunea de cucerire a Odesei, fără sprijin german, aceasta constituind o operațiune militară strict românească. Corpul IV de Armată, comandat de generalul Nicolae Ciupercă, a trecut Nistrul, urmat de Corpul V (format din Divizia a XV-a de Infanterie, Brigada I-a de cavalerie și Divizia I-a blindată), între Tighina și Dubăsari. Armata a IV-a a încercat să cucerească rapid Odesa, dar s-a oprit în fața unor linii de apărare fortificate, pregătite din timp de către sovietici. Datorită rezistenței forțelor Armatei Roșii din Odesa, Armata Română a luptat trei luni ca să cucerească orașul apărat prin trei linii de fortificații. Victoria românilor în bătălia de la Odesa a constituit cel mai mare succes militar românesc din cel de-al Doilea Război Mondial, care în mare parte s-a datorat victoriilor germanilor în alte bătălii (pe 19 septembrie 1941 a fost cucerit Kievul, fiind făcuți prizonieri peste 600 mii ostași sovetici) și deplasării linei frontului departe de Odesa. În ultimile confruntări pentru oraș, militarii soveticii au avut trei contraatacuri reușite (pe 22-28 septembrie 1941 și pe 2 octombrie 1941), în rezultatul cărora au capturat diverse trofee militare (inclusiv artileria română care bombarda portul) și prizonieri. În perioada 1-16 octombrie 1941, soveticii au reușit să evacueze pe cale maritimă în Crimeea, 86.000 de militari și 15.000 de civili, unde lupta devenise mai importantă. Pe 16 octombrie, la orele 05:30 dimineața, din Odesa a plecat ultimul vapor cu ultimii apărători ai orașului. Militarii români au intrat în oraș seara, pe 16 octombrie 1941, bănuind că în oraș pot fi ambuscade. Generalul Ion Glogojanu a fost numit comandant militar al orașului.

## Operațiuni aeriene
În cadrul Armatei Române, aviația a fost arma cea mai bine înzestrată și mai bine pregătită de lupte.
S-au remarcat:
Escadrila 17 Observare și Bombardament 
Grupul 5 Vânătoare comandat de Lt. Cdor. av. Gheorghe Miclescu  era compus din:
Escadrilele 51 și 52, dotate cu avioane Heinkel 112-B-1 și Escadrila 53 cu avioane Hurricane.
Escadrila 51 Vânătoare, Comandant - Cpt. av. Virgil Trandafirescu
Piloți din escadrilă: Lt. av. Stătescu Tiberiu, Lt. av. rez. Lascu Ion, Slt. av. Moscu Teodor, Slt. av. rez. Istrăteanu Ion, Slt. av. Smeu Constantin, Slt. av. Soare Ion, Slt. av. Cârciuvoianu Vasile, Slt. av. rez. Băjenaru Ion, Adj. av. Condruț Anghel, Adj. av. Popescu Ion, Adj. stg. av. Pavel Barbu, Adj. stg. av. Igescu Gheorghe, Adj. stg. av. Costache Gheorghe, Adj. stg. av. rez. Popescu Valter.
Escadrila 43 Vânătoare dotată cu avioane PZL-11F, comandată de asul aviației române Dan Valentin Vizanty,
Piloti remarcați în campania Odesei:
lt. cdor. av. Alexandru Popișteanu, Escadrila 57, (mort in lupta la 21 august 1941)
sergent Ion Căruntu (decorat cu Crucea de Fier) Escadrila 17
lt. av. Teodor Greceanu, Grupul 7 vânătoare (2 avioane doborâte deasupra Odesei)